# Искра (футбольный клуб, Энгельс)
«Искра» — российский футбольный клуб из Энгельса.

## История
Впервые футбольная команда в Энгельсе была основана в 1956 году (под названием «Команда города Энгельса»). В 1956 и 1958 годах участвовала в первенстве коллективов физкультуры. В 1967—1969 годах провела три сезона в соревнованиях мастеров (в 1967—1968 годах под названием «Труд», в 1969 году — «Автомобилист»), высшее достижение — седьмое место в зональном турнире Класса «Б». В 1987 году команда под названием «Строитель» участвовала в соревнованиях КФК. О выступлениях команды в остальных сезонах советских первенств сведений нет. В 1991 году команда под названием «Заволжье» выиграла чемпионат и кубок Саратовской области, в 1992 году выступала в первенстве КФК России, а в 1993 году — во Второй лиге, но после того как был убит Александр Лексин (руководитель АО «Заволжье», при котором содержалась команда), клуб перестал существовать.
Под названием «Искра» клуб основан (воссоздан) в 1995 году на базе завода автотракторных запальных свечей. В 1995 году команда выиграла зональный турнир КФК и получила профессиональный статус. С 1996 года ФК «Искра» является командой мастеров. «Искра» в первенствах России выступает с 1996 года. Наивысшее достижение в первенствах — 5 место в зоне «Поволжье» Второго дивизиона в 1999 году. В Кубке России — выход в 1/64 финала в 1999 и 2001 годах. Самая крупная победа — 9:1 над саратовским «Салютом» в 2001 году. В той встрече Александр Погромов забил 5 мячей. Лучший бомбардир «Искры» за всю историю команды — форвард Андрей Эськов, забивший в ворота соперников 57 мячей. Рекордсмен клуба по числу проведенных матчей — Александр Жиленко (более 220 игр).
Клуб возрожден в 2013 году на базе клубов «Спартак» и «Юность». С 2013 года команда принимала участие в Первенстве и Кубке МФС «Приволжье». 1 сентября 2017 года снялась с соревнований

## Результаты выступлений

### Кубок СССР и России
- Кубок СССР 1967/68 — 1/2048 финала (1/8 финала в зоне 3 РСФСР)
- Кубок России 1994/95 — 1/256 финала (неявка)
- Кубок России 1997/98 — 1/256 финала
- Кубок России 1998/99 — 1/128 финала
- Кубок России 1999/00 — 1/64 финала
- Кубок России 2000/01 — 1/256 финала
- Кубок России 2001/02 — 1/64 финала
- Кубок России 2002/03 — 1/256 финала
- Кубок России 2003/04 — 1/512 финала
- Кубок России 2004/05 — 1/256 финала
- Кубок России 2005/06 — 1/256 финала

### Первенство СССР и России
- 1967 — 19-е место из 20-ти в Классе «Б», зона 3 РСФСР
- 1968 — 7-е место из 21-го в Классе «Б», зона 3 РСФСР
- 1969 — 7-е место из 18-ти в Классе «Б», зона 4 РСФСР
- 1992 — КФК (любит.), зона «Поволжье» — 3-е место из 9-ти
- 1993 — 10-е место из 18-ти во Второй лиге, зона 3
- 1995 — КФК (любит.), зона «Поволжье» — 1-е место из 13-ти
- 1996 — 9-е место из 16-ти в Третьей лиге, зона 5
- 1997 — 11-е место из 18-ти в Третьей лиге, зона 5
- 1998 — 14-е место из 19-ти во Втором дивизионе, зона «Поволжье»
- 1999 — 5-е место из 18-ти во Втором дивизионе, зона «Поволжье»
- 2000 — 8-е место из 18-ти во Втором дивизионе, зона «Поволжье»
- 2001 — 11-е место из 18-ти во Втором дивизионе, зона «Поволжье»
- 2002 — 13-е место из 16-ти во Втором дивизионе, зона «Поволжье»
- 2003 — 17-е место из 19-ти во Втором дивизионе, зона «Центр»
- 2004 — 11-е место из 17-ти из 18-ти во Втором дивизионе, зона «Центр»
- 2005 — 17-е место из 18-ти во Втором дивизионе, зона «Центр»

В 2006—2012 принимал участие в чемпионате города Энгельса.
- 2013 — Третий дивизион (любит.), зона «Приволжье» — 13-е место из 16-ти
- 2014 — Третий дивизион (любит.), зона «Приволжье» — 4-е место из 14-ти
- 2015 — Третий дивизион (любит.), зона «Приволжье» — 2-е место из 12-ти
- 2016 — Третий дивизион (любит.), зона «Приволжье» — 7-е место из 11-ти
- 2017 — Третий дивизион (любит.), зона «Приволжье» — 12-е место из 12-ти (снятие по ходу турнира)

## Главные тренеры
- Гаврилин Анатолий Степанович — 1967—1969
- Литовченко, Владимир Николаевич — 1993
- Костыряченко, Евгений Ильич — 1996
- Суровцев, Анатолий Кузьмич — 1997
- Смаль Анатолий Григорьевич — 1998
- Лобов, Дмитрий Николаевич — 1999
- Васильев, Юрий Михайлович — 2000
- Лобов, Дмитрий Николаевич — 2001 — август 2002
- Хафизов, Вадим Феликсович — август 2002 — 2005
  - Папаев, Виктор Евгеньевич — январь — февраль 2003
- Бугаенко, Сергей Анатольевич — 2013
- Растегаев, Сергей Александрович — 2015